# Cariceae
Cariceae — триба рослин родини осокові (Cyperaceae).

## Систематика
- Carex поширений у субарктичних, помірних, тропічних і гірських регіонах світу
- Cymophyllus (пд.-сх. США)
- Kobresia (50 видів, поширений на високих широтах Азії, кілька видів у горах Європи й Північної Америки)
- Schoenoxiphium (17 видів, південна й східна Африка й Мадагаскар)
- Uncinia (50 видів, поширений у високогір'ях Південної Америки, Австралії, Нової Зеландії, а також океанічні острови)

## Опис
Оскільки загальна делімітація всередині Cariceae ґрунтується в основному на морфології структури суцвіть, розмиття загальних кордонів стає проблемою для деяких таксонів з морфологічними ознаками, які інтерпретуються як проміжні. Як наслідок, багато таксонів всередині Cariceae були розміщені в різних родах різними авторами.